# Lista de armas de infantaria da Primeira Guerra Mundial

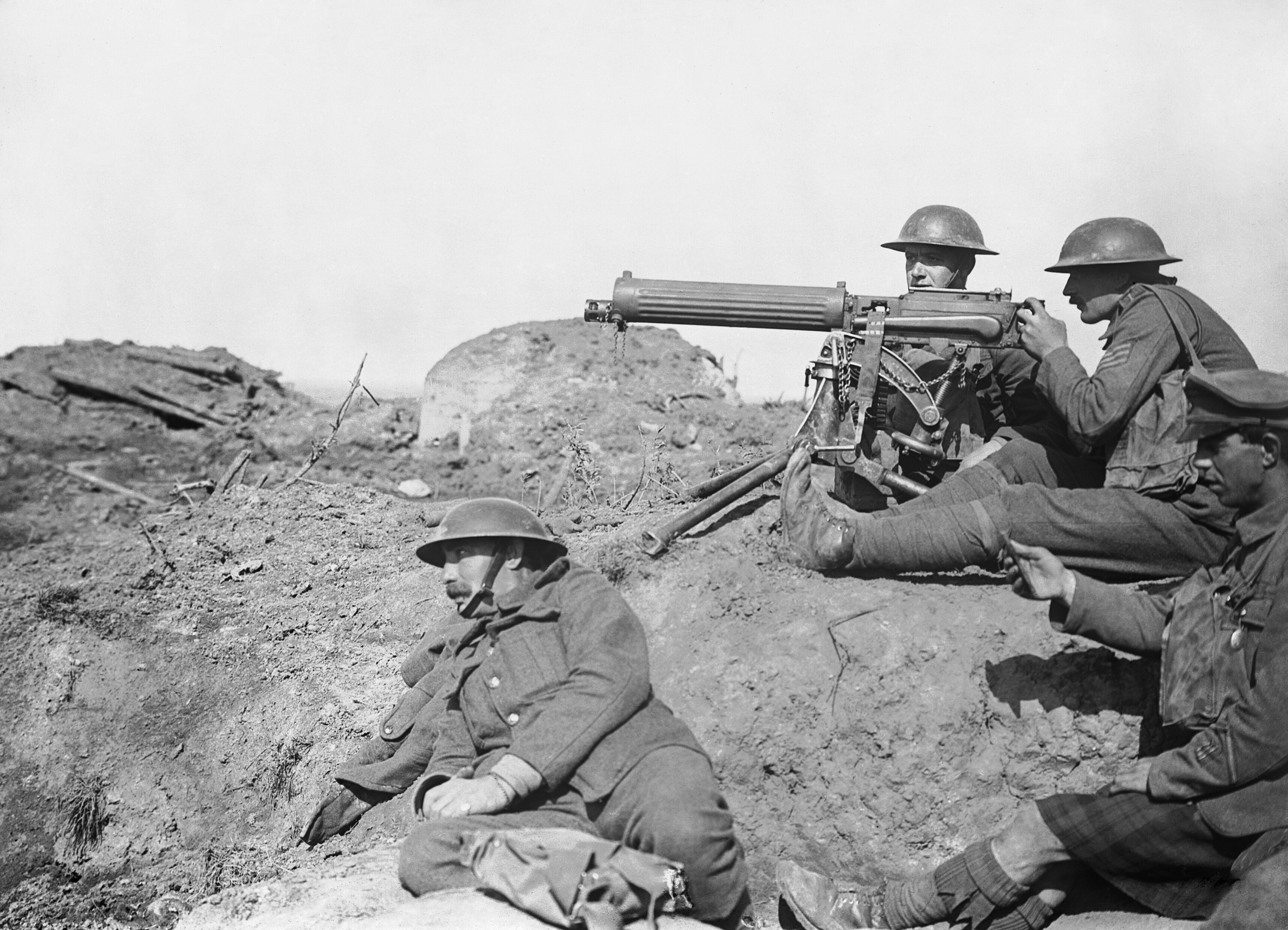
Uma metralhadora Vickers na Batalha de Menin Road Ridge

Lista de armas de infantaria da Primeira Guerra Mundial (1914–1918).

## República da Armênia
Armas de mão
- Mauser C96
- Mauser M1878
- Nagant M1895

Rifles
- Berdan M1870
- Gras M1874
- Mauser M1887
- Mosin–Nagant M1891
- Peabody–Martini–Henry M1874

Metralhadoras
- Maxim M1910

## Império Austro-Húngaro
Armas de mão
- Browning M1900
- Dreyse M1907[1]
- Frommer M1912[1][2]
- Gasser M1870, M1870/84, M1873 and M1876[3]
- Mannlicher M1901[4]
- Mauser C96
- Rast & Gasser M1898
- Roth–Sauer M1900
- Roth–Steyr M1907
- Steyr M1912[5]
- Werder M1869

Rifles
- Gewehr 88/05
- Gewehr 98
- Kropatschek M1881 and M1893
- Mannlicher M1886/88
- Mannlicher M1888 and M1888/90
- Mannlicher M1890
- Mannlicher M1893
- Mannlicher M1895
- Mannlicher–Schönauer M1903/14
- Mauser M1903[6]
- Mauser M1912[6]
- Mondragón M1908
- Werndl–Holub M1877
- Wänzl M1867
- Mosin-Nagant (unidades capturadas e convertidas para disparar 8x50R)[7]

Metralhadoras
- Hotchkiss M1909
- Madsen M1902
- MG 08
- Schwarzlose M1907/12[8]
- Škoda M1893 and M1902[9]
- Škoda M1909 and M1913

Submetralhadoras
- Doppelpistole M1912
- Frommer M1917

Granadas
- M1915 and M1917 Stielhandgranate
- M1917 Eierhandgranate

Lança chamas
- Flammenwerfer M1916
- Kleinflammenwerfer

Morteiros
- Ehrhardt M1915
- Esslingen M1915
- Lanz
- Luftminenwerfer M1916
- Minenwerfer M1914 and M1914/16
- Minenwerfer M1915
- Minenwerfer M1917
- Roka-Halasz M1915
- Škoda M1915 and M1916

Espadas
- Artilleriesäbel M1873
- Infanteriesäbel M1862
- Kavalleriesäbel M1858/61
- Kavalleriesäbel M1904

## Reino da Bélgica
Armas de mão
- Browning M1900
- Browning M1903
- Browning M1910
- Colt M1903 Pocket Hammerless
- Nagant M1895[10]
- Ruby M1914
- British Bull Dog Revolver[11]

Rifles
- Albini M1867
- Comblain M1882, M1883 and M1888[12]
- Gras M1874
- Lebel M1886/M93
- Mauser M1889[12]

Metralhadoras
- Chauchat M1915
- Colt-Browning M1895/14[13]
- Hotchkiss M1909
- Hotchkiss M1914
- Lewis M1914
- Maxim gun

Escopetas
- Browning Auto-5

## Império Britânico
Armas de Mão
- British Bull Dog revolver
- Colt M1903 Pocket Hammerless[1]
- Colt New Service [14]
- Colt M1911 (forças canadenses)[15]
- Enfield No.2[16]
- Lancaster pistol
- Mauser C96
- Smith & Wesson Model 10
- Revolver M1917[17]
- Smith & Wesson Triple Lock
- Webley–Fosbery Automatic Revolver
- Webley Revolver[18]
- Webley Self-Loading Pistol[1]

Rifles
- M1903 Springfield[19]
- Type 30 rifle
- Type 38 rifle
- Elephant gun
- Pattern 1914 Enfield
- Farquhar-Hill rifle
- Farquharson rifle
- Lee–Metford
- Lee Speed
- Lee–Enfield[20]
- Mauser–Vergueiro
- Marlin Model 1894
- Martini–Enfield[21]
- Martini–Henry
- Remington Model 14
- Remington Rolling Block[22]
- Ross rifle[23]
- Snider–Enfield
- Winchester Model 1886
- Winchester Model 1892
- Winchester Model 1894 [22]
- Winchester Model 1895
- Winchester Model 1907

Metralhadoras
- Browning M1917
- Chauchat[19]
- M1895 Colt–Browning machine gun
- Hotchkiss M1909 Benét–Mercié machine gun[19]
- Lewis Gun[8][20]
- Maxim gun[24]
- Vickers Mk I[20]

Granadas
- No 2 grenade
- Hales rifle grenade
- Granada Mills[24][25]
- No 1 Grenade[20]
- No. 6 Grenade
- Jam Tin Grenade
- No. 15 Ball grenade

Morteiros
- 2 inch Medium Mortar
- Garland Trench Mortar
- Livens Projector
- Newton 6-inch Mortar
- Stokes Mortar [20]

Armas de Projéteis
- Leach Trench Catapult
- Sauterelle
- West Spring Gun

Armas de Suporte
- Vickers Q.F Mk II

Espadas
- P1897 officer's sword
- P1908 and P1912 cavalry sword

Baionetas
- M1917 bayonet
- Pattern 1907/1913[20]
- Pistol bayonet

Facas
- Kukri (Utilizado por regimentos de Gurkhas)

## Reino da Bulgária
Armas de mão
- Beholla
- Browning M1903
- Frommer M1912
- Luger P08[26]
- Mauser C96
- Nagant M1895
- Smith & Wesson No. 3

Rifles
- Berdan M1870
- Gewehr 71
- Gras M1874
- Krnka M1867
- Mannlicher M1886/88
- Mannlicher M1888 and M1888/90[27]
- Mannlicher M1890
- Mannlicher M1895[28]
- Mosin–Nagant M1891
- Peabody–Martini–Henry M1874

Metralhadorass
- Madsen M1902
- Maxim
- MG 08
- Schwarzlose M1907/12[29]
- St. Étienne M1907

Lança chamas
- Kleinflammenwerfer

## Sultanato de Darfur
Rifles
- Jezail
- Martini–Henry Mk IV
- Remington Rolling Block M1866
- Snider–Enfield Mk III

Escopetas
- Caçadeira de cano duplo

Espadas
- Billao
- Kaskara

Armas de haste
- Az-zaġāyah

## Estado Dervixe
Rifles
- Gras M1874
- Jezail
- Lebel M1886/M93
- Lee–Metford Mk I and Mk II
- Martini–Henry Mk IV
- Remington Rolling Block M1867

Metralhadoras
- Maxim
- MG 08

Espadas
- Billao
- Kaskara

## República Francesa
Armas de mão
- Browning M1900[1]
- Chamelot–Delvigne M1873 e M1874
- Colt M1892
- Colt M1911
- Ruby M1914[30]
- Savage M1907[1]
- Smith & Wesson M1899
- Star M1914
- St. Etienne M1892

Rifles
- Berthier rifle[31]
- Chassepot M1866/74 [32]
- Gras M1874 and M1874/14[6][33]
- Kropatschek M1884 and M1885
- Lebel M1886/M93[34]
- Lee–Metford Mk I and Mk II
- Meunier M1916
- Remington–Lee M1887
- Remington Model 8
- Remington Rolling Block M1867 and M1914
- RSC M1917 and M1918
- Winchester M1894
- Winchester M1907
- Winchester M1910

Metralhadoras
- Chauchat M1915[8]
- Colt–Browning M1895/14
- Hotchkiss M1909
- Hotchkiss M1914
- Puteaux M1905
- St. Étienne M1907[8]

Armas anti-tanque
- Puteaux SA 18

Granadas
- Bezossi M1915[35]
- F1 grenade (France)[35]
- Ball grenade model 1914[35]

Lança chamas
- P3 and P4 Lance-flammes
- Schilt

Morteiros
- Mortier de 58 mm type 2

Armas de projéteis
- Sauterelle

Armas de suporte
- 37 mm M1916

Facas
- French Nail

Espadas
- Sabre

## Império Alemão
Armas de mão
- Bayard M1908
- Beholla
- Bergmann–Bayard M1910
- FN Model 1910 (uso limitado)[36]
- Dreyse M1907
- Frommer M1912
- Luger P04 and P08[37][38]
- Mauser C96[39]
- Mauser M1878 and M1886
- Mauser M1910 and M1914
- Reichsrevolver M1879 and M1883
- Schwarzlose M1908
- Steyr M1912

Rifles
- Elefantengewehr
- Gewehr 71 and 71/84[7]
- Gewehr 88/05 and 88/14[6]
- Gewehr 98[6]
- Mauser M1915 and M1916
- Mondragón M1908
- Werder M1869
- Mosin-Nagant (unidades capturadas e convertidas para disparar 7.9x57mm)[7]

Metralhadoras
- Bergmann MG 15nA
- Gast M1917
- Madsen M1902[40]
- MG 08, MG 08/15 and MG 08/18[40]
- MG 14 and MG 14/17
- MG 18 TuF
- Metralhadoras Lewis (capturadas)[40]

Submetralhadoras
- MP18[40]

Armas anti-tanques
- Becker Type M2
- Mauser M1918

Granadas
- M1913 Kugelhandgranate[41]
- M1915 Kugelhandgranate[41]
- M1915 e M1917 Stielhandgranate[42]
- M1917 Eierhandgranate[41]

Minas
- Flachmine 17

Lança chamas
- Flammenwerfer M1916[24]
- Kleinflammenwerfer
- Wechselapparat

Morteiros
- Lanz
- Rheinmetall 17 cm[43]
- Rheinmetall 7.58 cm

Armas de suporte
- Krupp L/16.5
- Krupp L/20
- Krupp L/27
- Škoda M1915

Espadas
- Artilleriesäbel M1873
- Infanteriesäbel M1889

## Reino da Grécia
Armas de mão
- Bergmann–Bayard M1903 e M1910[44]
- Browning M1900
- Browning M1903
- Chamelot–Delvigne M1873 and M1874
- Colt Army Special
- Mannlicher M1901
- Nagant M1895
- Ruby M1914

Rifles
- Berthier M1892 and M1892/16[45]
- Berthier M1907/15 and M1916
- Gras M1874
- Lebel M1886/M93
- Mannlicher–Schönauer M1903 and M1903/14

Metralhadoras
- Chauchat M1915
- Colt-Browning M1895/14
- Hotchkiss M1914
- Schwarzlose M1907/12
- St. Étienne M1907

Morteiros
- Stokes

## Reino do Hejaz
Armas de mão
- St. Etienne M1892

Rifles
- Arisaka Type 30
- Arisaka Type 38
- Gras M1874
- Jezail
- Lebel M1886/M93
- Peabody–Martini–Henry M1874
- Short Magazine Lee–Enfield Mk III

Metralhadorass
- Hotchkiss Mark I
- Lewis M1914
- Vickers Mk I

## Reino de Itália
Armas de mão
- Beretta M1915
- Bodeo M1889
- Brixia M1912
- Chamelot–Delvigne M1873 and M1874
- Glisenti M1910
- Mauser C96
- Ruby M1914

Rifles
- Berthier M1892, M1892/16, M1907/15 and M1916
- Carcano M1891
- Lebel M1886/M93
- Vetterli M1870, M1870/87 and M1870/87/15[6][46]

Metralhadoras
- Chauchat M1915
- Colt–Browning M1895/14[13]
- Fiat–Revelli M1914
- Gardner M1886
- Hotchkiss M1914
- Lewis M1914
- Maxim M1906 and M1911
- Nordenfelt M1884
- Perino M1908
- St. Étienne M1907
- Vickers Mk I

Submetralhadoras
- Beretta M1918[47]
- Beretta OVP[47]
- Villar-Perosa M1915[47]

Granadas
- Bezossi M1915

Lança chamas
- Schilt

Morteiros
- Dumisilles Type 2
- Stokes

## Emirado de Jabal Shammar
Rifles
- Gras M1874
- Martini–Henry Mk IV
- Mauser M1887
- Mauser M1890
- Mauser M1893 and M1903
- Snider–Enfield Mk III

Metralhadoras
- MG 08

## Império do Japão
Armas de mão
- Meiji Type 26
- Nambu Type B
- Smith & Wesson No. 3

Rifles
- Arisaka Type 30
- Arisaka Type 35
- Arisaka Type 38[48]
- Arisaka Type 44
- Murata Type 13, Type 18 and Type 22

Metralhadoras
- Hotchkiss M1900 (Introduzida em 1907, com o nome "Type 38")[49]
- Type 3[49]

Espadas
- Guntō

Baionetas
- Type 30 bayonet[50]

## Reino do Montenegro
Armas de mão
- Gasser M1870/74 and M1880[51]
- Mannlicher M1901
- Rast & Gasser M1898
- Smith & Wesson M1899
- Smith & Wesson No. 3

Rifles
- Berdan M1870
- Gras M1874
- Mosin–Nagant M1891
- Werndl–Holub M1877
- Wänzl M1867

Metralhadoras
- Maxim
- Nordenfelt

## Reino do Nepal
Rifles
- Martini–Henry Mk IV
- Short Magazine Lee–Enfield Mk III

Metralhadoras
- Vickers Mk I

Facas
- Kukri

## Império Otomano
Armas de mão
- Beholla
- Browning M1903[52][53]
- Frommer M1912[1]
- Luger P08[1]
- Mauser C96[1][54]
- Smith & Wesson No. 3
- British Bull Dog Revolver[55]

Rifles
- Gewehr 88/05
- Gewehr 98
- Martini–Henry Mk I
- Mauser M1887[54]
- Mauser M1890[54]
- Mauser M1893, M1903 e M1908[52]
- Mauser M1905[54]
- Peabody–Martini–Henry M1874[54]
- Remington Rolling Block M1866
- Snider–Enfield Mk III
- Winchester M1866[54]

Metralhadoras
- Bergmann MG 15nA
- Hotchkiss M1900[54]
- MG 08 and MG 08/15[52][56]
- Maxim[54][56]
- Nordenfelt
- Schwarzlose M1907/12[54]

Granadas
- M1915 and M1917 Stielhandgranate

Lança chamas
- Kleinflammenwerfer

## República Portuguesa
Armas de mão
- Luger P08
- Savage M1907

Espingardas
- Kropatschek M1886
- Mannlicher M1896
- Mauser-Verqueiro M1904[57]
- Short Magazine Lee–Enfield Mk III (Usado pelas Forças Portuguesas na Frente Ocidental)[57]

Metralhadoras
- Lewis M1917[58]
- Vickers Mk I

Morteiros
- Stokes

## Emirado de Riyadh
Rifles
- Arisaka Type 30
- Arisaka Type 38
- Gras M1874
- Jezail
- Martini–Enfield Mk I and Mk II
- Martini–Henry Mk IV
- Mauser M1887
- Mauser M1890
- Mauser M1893 and M1903
- Short Magazine Lee–Enfield Mk III

Espadas
- Cimitarra (utilizado por tribos árabes)[59]

## Reino da Romênia
Armas de mão
- Nagant M1895
- Ruby M1914
- Steyr M1912
- St. Etienne M1892
- Smith & Wesson No. 3

Rifles
- Berthier M1907/15[60]
- Gras M1874
- Lebel M1886/M93[61]
- Mannlicher M1888/90
- Mannlicher M1893[60][62]
- Mannlicher M1895[60]
- Mosin–Nagant M1891[60]
- Peabody–Martini–Henry M1879
- Vetterli M1870/87

Metralhadoras
- Chauchat M1915
- Colt–Browning M1895/14
- Hotchkiss M1914
- Lewis M1914
- Maxim
- MG 08
- Schwarzlose M1907/12
- St. Étienne M1907
- Vickers Mk I

## Império Russo
Armas de mão
- Browning M1903[1]
- Colt M1911[1][63]
- Luger P08[63]
- Mauser C96
- Nagant M1895[64]
- Smith & Wesson No. 3

Rifles
- Arisaka Type 30
- Arisaka Type 35
- Arisaka Type 38[65]
- Berdan M1868 and M1870[6]
- Berthier M1907/15[65]
- Carl M1865
- Chassepot M1866/74
- Fedorov Avtomat M1916
- Gras M1874 [33]
- Krnka M1867
- Kropatschek M1878 and M1884
- Lebel M1886/M93
- Mosin–Nagant M1891 and M1907[63]
- Remington Rolling Block M1910
- Springfield M1892
- Vetterli M1870 and M1870/87[65]
- Winchester M1895[63][65]
- Winchester M1907[65]
- Winchester M1910[65]

Metralhadoras
- Chauchat M1915
- Colt–Browning M1895/14[13]
- Hotchkiss M1909
- Lewis M1914 and M1917
- Madsen M1902
- Maxim M1905
- Maxim M1910
- Vickers Mk I

Granadas
- Rdutlovsky M1914 and M1917

Morteiros
- Aasen
- Type GR

Armas de suporte
- Rosenberg M1915

Espadas
- Shashka

## Reino da Sérvia
Armas de mão
- Chamelot–Delvigne M1873 and M1874
- Gasser M1870/74
- Luger P08
- Mauser C96
- Nagant M1891
- Ruby M1914

Rifles
- Berdan M1868 and M1870
- Berthier M1892, M1892/16 and M1907/15
- Gras M1874
- Lebel M1886/M93
- Mauser M1878/80, M1880/07 and M1884 [66]
- Mauser M1899, M1899/07 and M1908 [66]
- Mauser M1910 [66]
- Mosin–Nagant M1891

Metralhadoras
- Chauchat M1915
- Hotchkiss M1914
- Lewis M1914
- Maxim M1909
- Schwarzlose M1907/12

Granadas
- Vasić M1912

Morteiros
- Dumisilles Type 2

## Reino de Rattanakosin
- Mauser Type 45[67]

## Estados Unidos
Armas de mão
- Colt M1892
- Colt M1903 Pocket Hammerless[1]
- Colt M1905
- Colt M1909
- Colt M1911[37][68]
- Colt M1917[69]
- Colt Single Action Army
- Savage M1907
- Smith & Wesson M1899
- Smith & Wesson M1917

Rifles
- Berthier M1907/15 (pequenas quantidades, utilizado para treinamento e uso de unidades que combateram ao lado de unidades francesas)[70][71]
- Browning M1918
- Enfield M1917[65]
- Short Magazine Lee–Enfield Mk III
- Springfield M1896 and M1898[72]
- Springfield M1903[65]

Metralhadoras
- Benét–Mercié M1909[73]
- Browning M1917[74]
- Chauchat M1915 and M1918[75]
- Colt–Browning M1895/14[13]
- Colt–Vickers M1915[68][73]
- Hotchkiss M1914
- Lewis M1917[75]
- BAR M1918[69][74]

Escopetas
- Browning Auto-5
- Remington Model 10-A
- Stevens M520
- Winchester M1897[76]
- Winchester M1912

Granadas
- F1 M1916[77]
- Mills No. 5, No. 23 and No. 36
- Mk 1 Grenade[77]
- Mk 2 Grenade
- Mk 3 Grenade

Mortars
- Livens Projector
- Newton
- No. 2 Mortar
- Stokes

Armas de suporte
- Puteaux M1915

Bayonets
- M1905 baioneta
- M1917 baioneta

Facas
- Bolo knife
- Mk I Trench knife[42]

## Armas usadas eminvasões de trincheiras
- Billhook
- Brass knuckles[42]
- Claymore
- Entrenching tool
- Fascine knife
- Prego francês
- Machadinha
- Knife bayonet
- Kukri
- Mace[42]
- Machete
- Pickaxe handle
- Push dagger (conhecido como clou français)[42]
- Sabre[78]
- Spade
- Stiletto
- Faca de trincheira[78]
- Trench raiding club[24]